# سالم محمد عزت

## الولادة والنشأة
هو سالم محمد عزت سليم عباس الطيار المفرجي 
ولد عام 1914 في مدينة الموصل لعائلة تنتسب إلى الصحابي جعفر بن ابي طالب الملقب بالطيار والذي يحملون لقبه.
عاش سالم محمد عزت حياته يتيما بعد أن توفي والده في مدينة استنابول اثر مرض ذات الرئة. فقد كان والده ضابطا في الجيش العثماني يتولى مسؤولية مركز تجنيد في منطقة استنابول.
قامت والدته السيدة خديجة النجم على تربيته مع اخويه (عبد الحميد وماجد) واخت واحدة بعد ان انتقلت من استنابول إلى الموصل لتكون جنب أخيها احمد النجم.
وقد تزوج لاحقا من شقيقة القاضي عبد الجبار التكرلي كريمة الفاضل عبد الرحمن التكرلي وانجب منها أربعة اولاد (ولدين وابنتين).

## عمله القضائي
درس الحقوق وتتلمذ على يد اساتذة القانون في العراق ذلك الوقت، العلامة عبد الجبار التكرلي والعلامة عبد الرزاق السنهوري.
في عام 1958 كان حاكم التحقيق الخافر في العاصمة بغداد والذي حرر محظر التحقق من هوية الراحل رئيس الوزراء الاسبق نوري السعيد اثر مقتله بالرصاص.
في العام 1959 واثر الاحداث الدموية في مدينة الموصل الحدباء، كلفه الحاكم العسكري لمدينة بغداد انذاك (احمد صالح العبدي) بترؤس هيئة تحقيقة خاصة للتحقيق في احداث القتل التي جرت في المدينة، وقامت الهيئة (المكونة من موظفين من وزارة العدل وضباط من الشرطة والجيش) بالتحقيق وتم جمع الادلة الجرمية وتوجيه التهم القضائية اصوليا للتحقيق، ثم قدمت تقريرها النهائي إلى رئيس الوزراء انذاك الراحل الزعيم عبد الكريم قاسم.
في عام 1962 عين حاكم جنايات في مدينة الحلة جنوب بغداد.
في العام 1964 انتقل إلى بغداد ليمارس عمله في محكمة الجزاء.
في العام 1965 ترأس محاكم الاستئناف في جنوب العراق (ومقرها البصرة).
في العام 1966 قام بالتدريس في كلية الحقوق في جامعة البصرة بصفة محاضر خارجي.
ترأس الهيئة التحقيقة الخاصة المشكلة للتحقيق في حادث سقوط طائرة الراحل رئيس الجمهورية عبد السلام عارف.
في بداية 1968 رقي إلى عضو محكة تمييز العراق وهو اعلى منصب قضائي انذاك.
في نهاية العام 1969 أحيل إلى التقاعد مع مجموعة من القضاة المستقلين عن سياسة الدولة انذاك لتيسيس اجهزة الدولة.
مارس المحاماة منذ ذلك الحين لشغفه بالقانون وليبقى قريبا من هذا السلك الذي احبه وافنى حياته في خدمته.

## وفاته
رحل عن عمر ناهز 87 في بغداد عام 2001
كان مترفعا عن الماديات نائيا بنفسه عن التيارات الحزبية التي عصفت بالعراق خلال القرن الماضي، وتبين ذلك عند تركه العمل اثر احالته للتقاعد فقد كان لا يملك شيئا وعاش بقية حياته وغادرها لا يملك دارا أو اية تجارة غير راتبه التقاعدي المتواضع.